# Ligne Yokohama
La ligne Yokohama (横浜線, Yokohama-sen) est une ligne ferroviaire du réseau JR East au Japon. Elle relie les gares de Higashi-Kanagawa dans la préfecture de Kanagawa à Hachiōji dans la préfecture de Tokyo.

## Histoire
La ligne a été ouverte par le chemin de fer de Yokohama (横浜鉄道, Yokohama Tetsudō) le 23 septembre 1908. Elle a été ensuite nationalisée en 1917.
La ligne Yokohama a été électrifiée en 2 phases : de Higashi-Kanagawa à Matsuda en 1925 et de Matsuda à Hachiōji en 1941.
Jusqu'en mars 2022, la ligne Yokohama était interconnectée en heure de pointe avec la ligne Sagami à la gare de Hashimoto.

## Caractéristiques

### Ligne
- Longueur : 42,6 km
- Électrification : 1 500 Vcc
- Écartement des voies : 1 067 mm
- Nombre de voies : double voie

### Tracé
|  |

### Services et interconnexions
À Higashi-Kanagawa, une partie des trains continuent jusqu’à la gare de Yokohama sur la ligne Keihin-Tōhoku.

### Liste des gares
La ligne Yokohama comporte 20 gares numérotées de JH-13 à JH-32.
| Numéro | Gare              | Nom japonais   | Distance (km) | Correspondances | Localisation | Localisation |
| ------ | ----------------- | -------------- | ------------- | --- | ------------ | ------------ |
| JH13   | Higashi-Kanagawa  | 東神奈川       | 0             | JR East : JK Keihin-Tōhoku (interconnexion) Keikyū : Ligne principale Keikyū (à Keikyū Higashi-kanagawa)                                         | Yokohama     | Kanagawa     |
| JH14   | Ōguchi            | 大口           | 2,2           | | Yokohama     | Kanagawa     |
| JH15   | Kikuna            | 菊名           | 4,8           | Tōkyū : TY Ligne Tōyoko | Yokohama     | Kanagawa     |
| JH16   | Shin-Yokohama     | 新横浜         | 6,1           | JR Central Shinkansen : Tōkaidō · Tōkyū : SH Ligne Tōkyū Shin-Yokohama · Sōtetsu : Ligne Sōtetsu Shin-Yokohama · Métro de Yokohama : ligne bleue | Yokohama     | Kanagawa     |
| JH17   | Kozukue           | 小机           | 7,8           | | Yokohama     | Kanagawa     |
| JH18   | Kamoi             | 鴨居           | 10,9          | | Yokohama     | Kanagawa     |
| JH19   | Nakayama          | 中山           | 13,5          | Métro de Yokohama : ligne verte | Yokohama     | Kanagawa     |
| JH20   | Tōkaichiba        | 十日市場       | 15,9          | | Yokohama     | Kanagawa     |
| JH21   | Nagatsuta         | 長津田         | 17,9          | Tōkyū : DT Ligne Den-en-toshi Yokohama Minatomirai Railway : KD Ligne Kodomonokuni                                                               | Yokohama     | Kanagawa     |
| JH22   | Naruse            | 成瀬           | 20,2          | | Machida      | Tokyo        |
| JH23   | Machida           | 町田           | 22,9          | Odakyū : OH Ligne Odawara | Machida      | Tokyo        |
| JH24   | Kobuchi           | 古淵           | 25,7          | | Sagamihara   | Kanagawa     |
| JH25   | Fuchinobe         | 淵野辺         | 28,4          | | Sagamihara   | Kanagawa     |
| JH26   | Yabe              | 矢部           | 29,2          | | Sagamihara   | Kanagawa     |
| JH27   | Sagamihara        | 相模原         | 31,0          | | Sagamihara   | Kanagawa     |
| JH28   | Hashimoto         | 橋本           | 33,8          | JR East : ■ Ligne Sagami Keiō : Sagamihara | Sagamihara   | Kanagawa     |
| JH29   | Aihara            | 相原           | 35,7          | | Machida      | Tokyo        |
| JH30   | Hachiōji-Minamino | 八王子みなみ野 | 38,6          | | Hachiōji     | Tokyo        |
| JH31   | Katakura          | 片倉           | 40,0          | Ligne Keiō Takao à Keiō-Katakura | Hachiōji     | Tokyo        |
| JH32   | Hachiōji          | 八王子         | 42,6          | JR East : JC Ligne Chūō, ■ Ligne Hachikō Keiō : Ligne Keiō (à Keiō-Hachiōji)                                                                     | Hachiōji     | Tokyo        |

## Matériel roulant

### En service
La ligne Yokohama est parcourue par des automotrices série E233-6000.

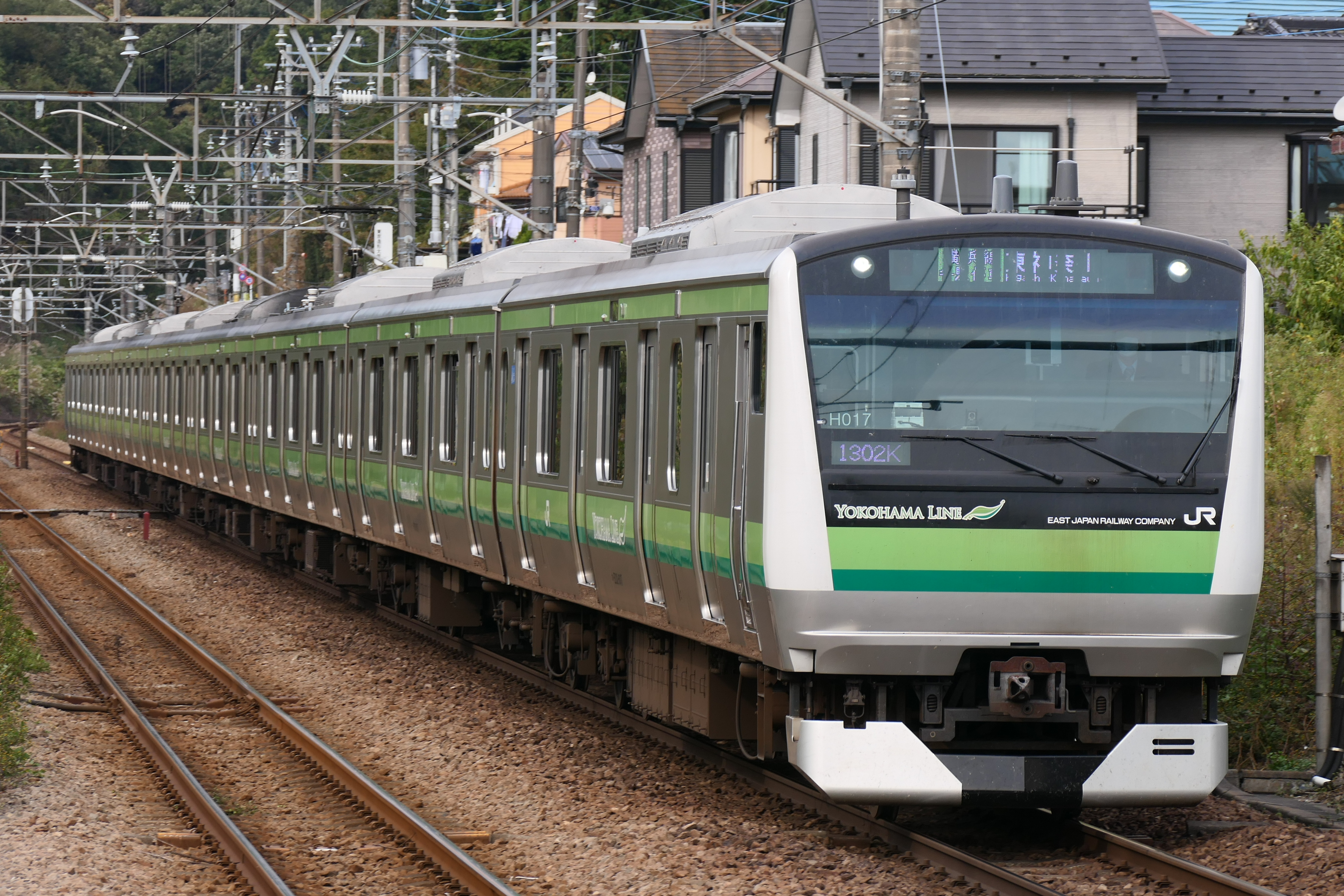
Série E233-6000

### Retiré du service
- Série 72
- Serie 103
- Série 205
- Série E131-500  (du 18 Novembre 2021 au 11 Mars 2022)

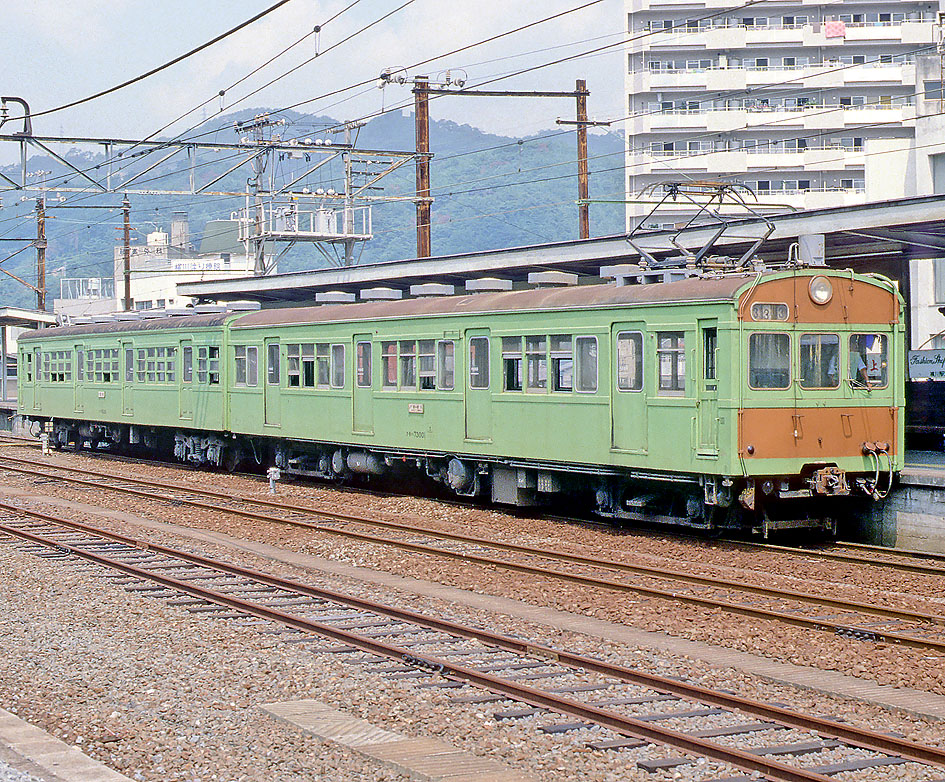
Série 72
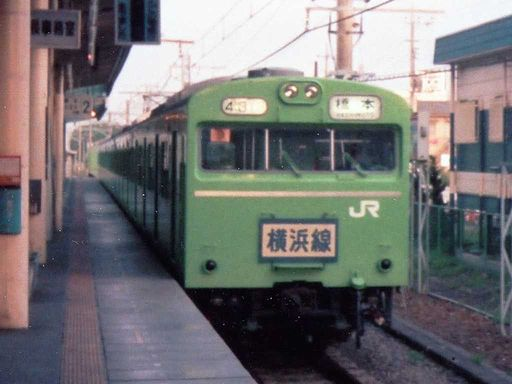
Série 103
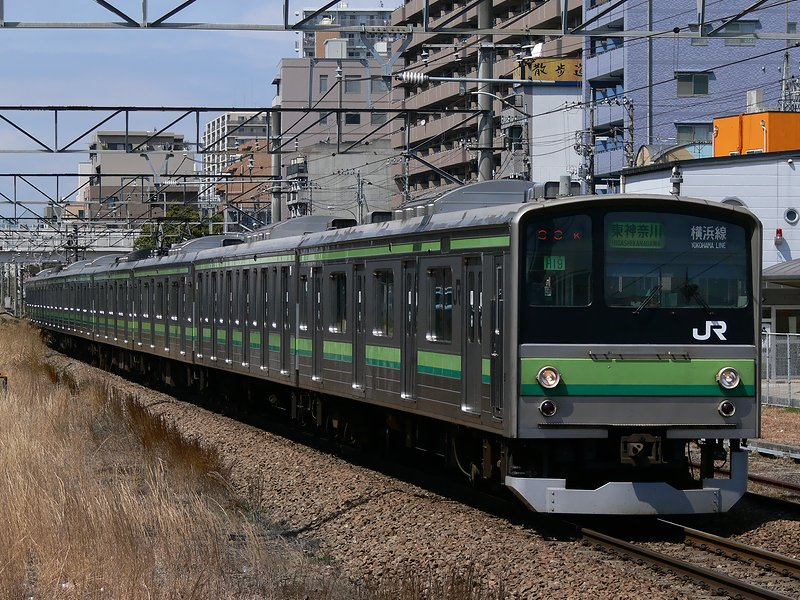
Série 205-0
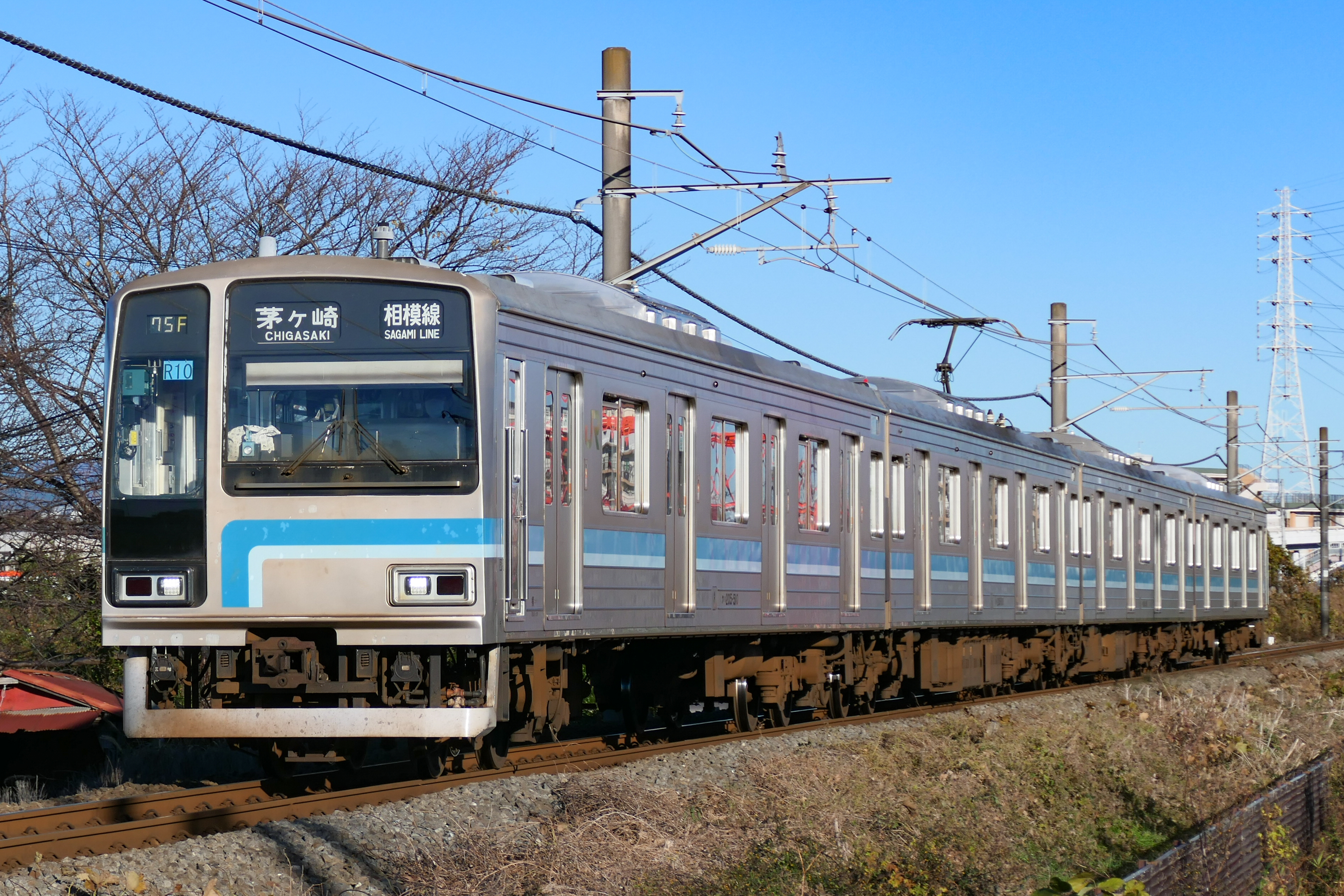
Série 205-500
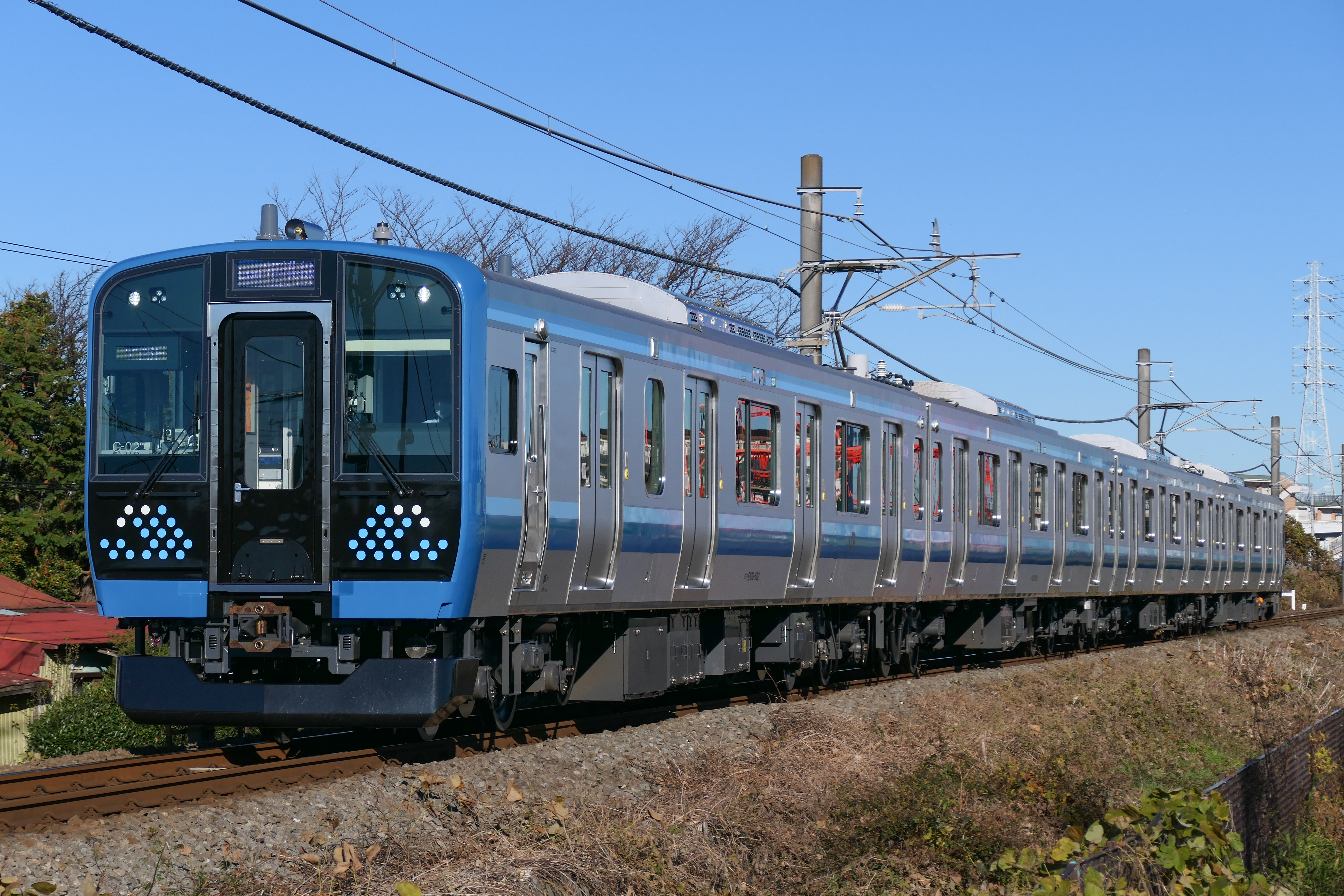
Série 131-500